# Château Saint-Georges (Lisbonne)
Pour les articles homonymes, voir Château de Saint-Georges et Saint-Georges.
Le château Saint-Georges (Castelo de São Jorge en portugais) se situe dans la freguesia (paroisse) de Castelo de Lisbonne au Portugal. L'occupation humaine de la colline du château remonte au moins au VIIIe siècle av. J.-C., tandis que les premières fortifications construites datent du Ier siècle av. J.-C.
 

Il est situé en position dominante sur la colline la plus haute du centre historique, donnant aux visiteurs une des plus belles vues sur la ville et l'estuaire.

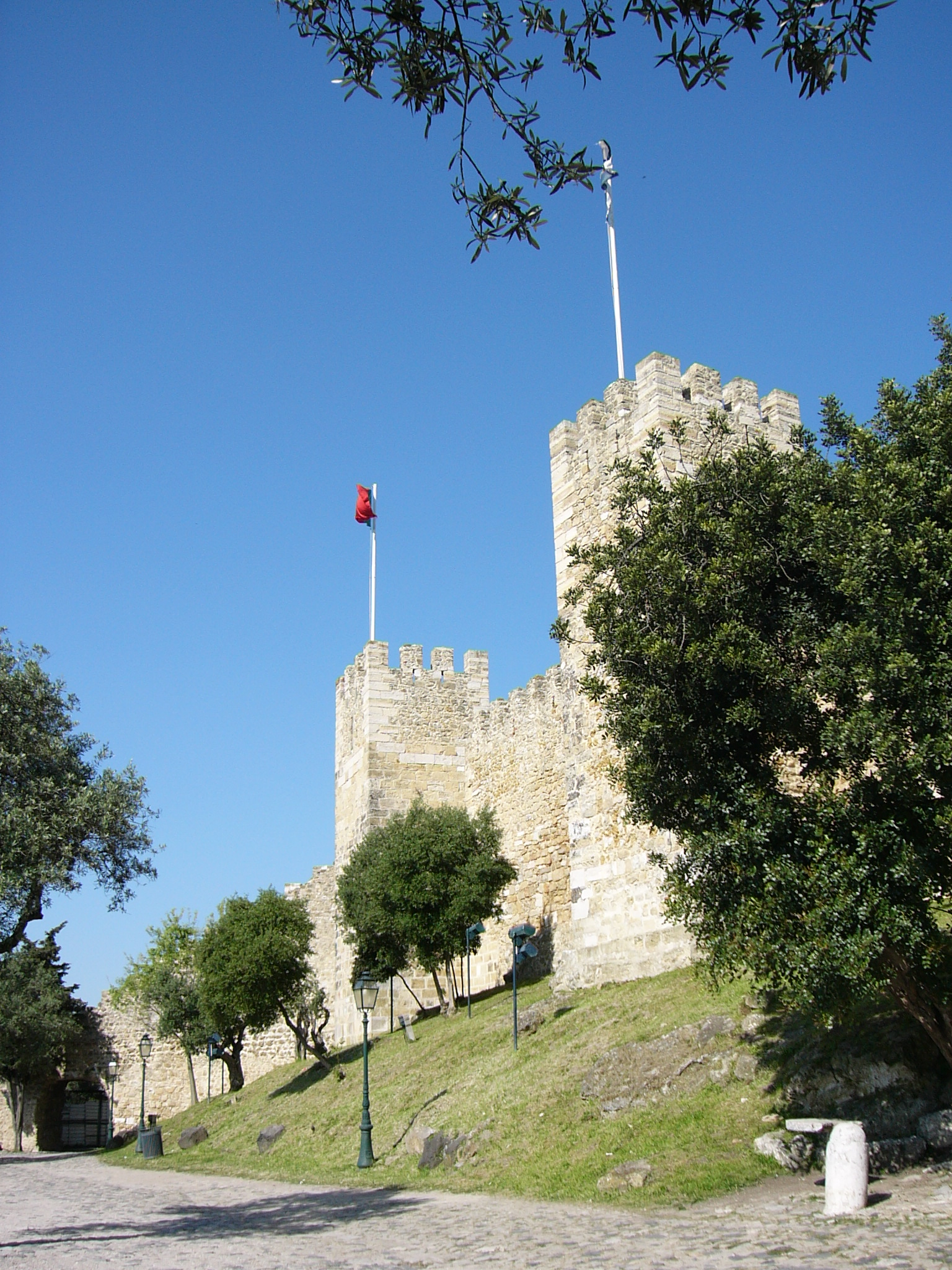
Deux tours de l'enceinte du château

## Histoire
La présence humaine en ce lieu remonte à l'âge du fer : les fouilles archéologiques ont permis de prouver une occupation primitive du site de Lisbonne datant d'au moins le VIe siècle av. J.-C., faite successivement par les Phéniciens, les Grecs et les Carthaginois. Les informations historiques, cependant, datent seulement de la conquête de l'Hispanie par les légions romaines, alors que Lisbonne était encore nommée Olisipo. Le site a servi à partir de -139 de base d'opérations du consul Decimus Junius Brutus Callaicus, contre les noyaux lusitaniens dispersés après l'assassinat de leur meneur Viriatus. Pour cette raison, on admet qu'il aurait déjà existé en ce lieu une sorte de structure défensive. Plus tard, en 60, Jules César, alors propréteur, ayant conclu la conquête définitive de la Lusitanie, donna à la localité le nom de Felicitas Julia, concédant à ses habitants le privilège de citoyenneté romaine.
Durant les invasions de l'empire par les barbares, la cité fut conquise par les Suèves sous le commandement de Maldras au milieu du Ve siècle, et peu d'années après par les Wisigoths sous le commandement d'Euric, devenant définitivement wisigothe sous le règne de Léovigilde. 
Des siècles plus tard, au VIIIe siècle, la cité tomba sous la domination des Maures, pour être renommée Lissabona (Al-Ushbuna). Les descriptions de leurs géographes font référence à l'existence d'une fortification avec ses murailles, protégeant la quasabah (Alcazaba ou Alcáçova), le centre du pouvoir politique et militaire de la ville. Ce que l'on désigne aujourd'hui par Muraille Maure daterait plutôt de la fin de la période romaine et aurait ensuite été reconstruite et renforcée durant la période islamique.  
Durant la Reconquista, elle changea de main au gré des charges chrétiennes, qui y voyaient une cible privilégiée au bord du Tage. Ainsi, elle fut conquise initialement par Alphonse II des Asturies durant une contre-offensive en 796. En cette occasion la cité fut mise à sac puis les forces chrétiennes, trop loin de leur base dans la région de Entre-Douro-e-Minho, se retirèrent. La même chose se répéta sous le règne d'Ordoño III de León : sous son commandement, la ville subit de sévères dommages.
Partie intégrante des domaines de la taifa de Badajoz au début du XIIe siècle, devant la menace représentée par les forces de Youssef Ibn Tachfin, venant du nord de l'Afrique et venu sur la péninsule pour conquérir et réunir les domaines almoravides, le gouverneur de Badajoz, Mutawaquil, remit ce château au roi Alphonse VI de León au printemps 1093, ainsi que ceux de Santarém et de Sintra, cherchant ainsi une alliance défensive qui ne fut pas conclue. Occupé par la défense de ses propres territoires, le souverain chrétien ne fut pas capable d'aider le gouverneur maure, dont les territoires tombèrent, l'année suivante, aux mains des envahisseurs. C'est ainsi que Lisbonne, Santarém et Sintra retournèrent sous la domination musulmane, exercée alors par les Almoravides. Lisbonne fut reconquise par les forces d'Alphonse VI, avant de redevenir musulmane en 1095.
La fortification, à cette époque, était constituée par l'Alcáçova de forme approximativement quadrangulaire avec environ 60 mètres de côté, en position dominante au sommet de la colline, défendue par des murailles avec approximativement 200 mètres de largeur. De ce noyau, dont le périmètre correspond sensiblement aux limites de l'actuelle freguesia de Castelo, des murs renforcés par des tours et percés de portes, descendaient à l'est et à l'ouest jusqu'au fleuve protégeant les habitations.

### Le château médiéval

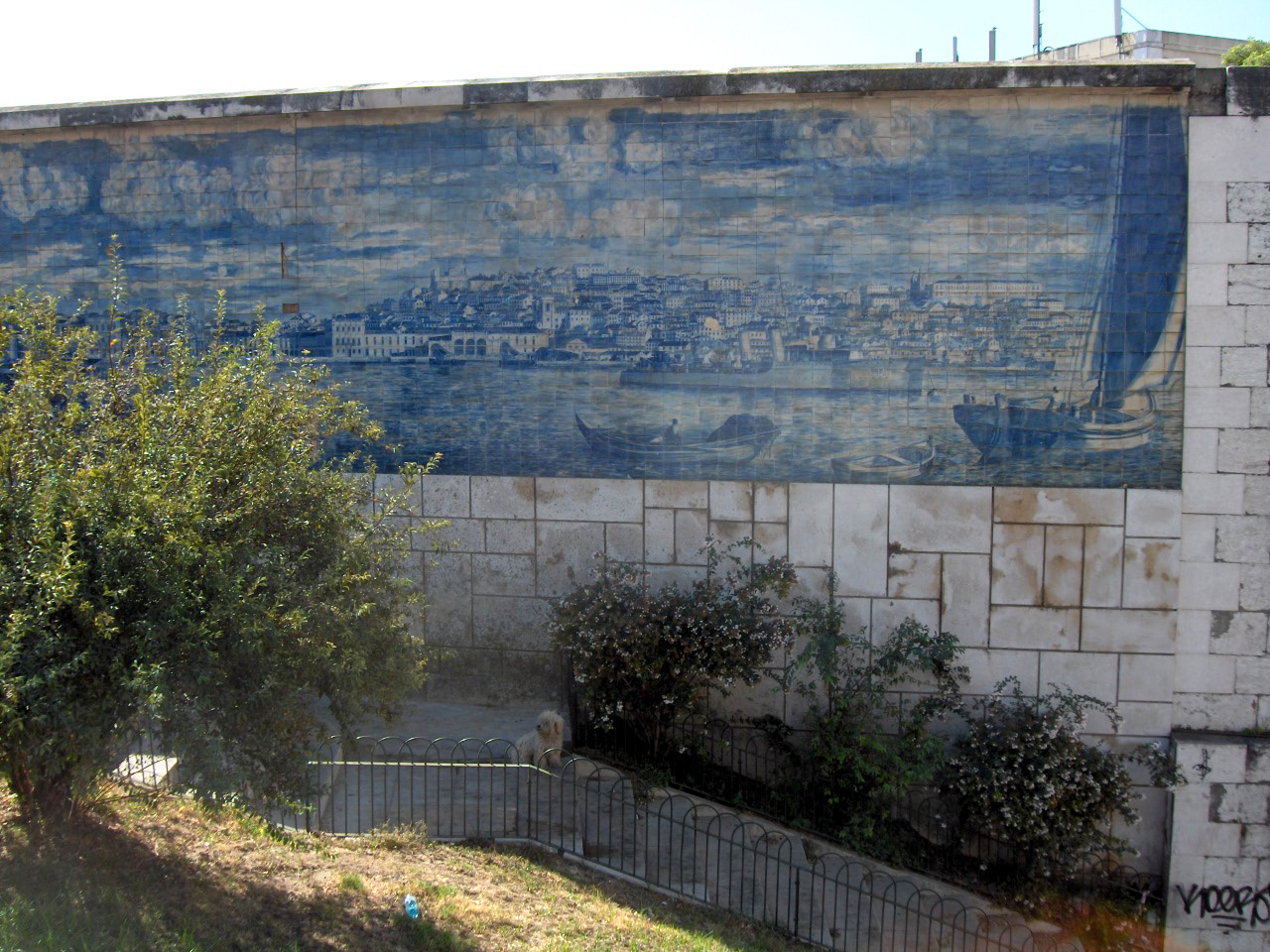
Mur décoré d'azulejos

Dans le contexte de la Reconquista chrétienne de la péninsule ibérique, après la conquête de Santarém, les forces d'Alphonse Ier de Portugal (1112-1185), avec l'aide de croisés normands, flamands, allemands et anglais qui se dirigeaient vers la Terre sainte, investirent cette fortification musulmane qui capitula après un dur siège de près de trois mois (1147). Selon la légende, le cavalier Martim Moniz, qui s'est illustré durant le siège, apercevant une des portes du château entr'ouverte, sacrifia sa propre vie en s'interposant dans l'ouverture, empêchant la fermeture et permettant l'accès et la victoire de ses compagnons.
En signe de gratitude, le château, devenu chrétien, fut placé sous la protection du martyr Georges de Lydda (Saint-Georges, ou São Jorge en portugais), à qui beaucoup de croisés vouaient un culte. Le 25 octobre, jour anniversaire de cette conquête, est devenu le jour de commémoration de l'Armée (Dia do Exèrcito) dont Georges est le saint patron.
Quelques décennies plus tard, entre 1179 et 1183, le château résista avec succès aux forces musulmanes qui dévastèrent la région entre Lisbonne et Santarém.
À partir du XIIIe siècle, Lisbonne devenue la capitale du royaume (1255), le château connut son apogée en devenant palais royal (Paço Real), mais aussi palais des évêques, lieu d'hébergement pour la noblesse de la Cour et caserne militaire. Les tremblements de terre qui touchèrent la ville en 1290, 1344 et 1356 lui causèrent des dommages. Sur le plan militaire, il fut mobilisé durant le siège des Castillans de février à mars 1373, quand les faubourgs de la capitale furent victimes de pillage et d'incendies. Cette année-là fut entreprise la construction d'une muraille par Ferdinand Ier de Portugal (1367-1383), terminée deux ans plus tard. Durant la crise de 1383-1385, les faubourgs de la ville furent à nouveau la cible des invasions castillanes en mars 1383, et le château longtemps assiégé par les forces de Jean Ier de Castille en 1384.
En tant que Palais royal, il fut un lieu de réception pour Vasco de Gama, après la découverte de la voie maritime pour l'Inde à la fin du XVe siècle, et de la première représentation, au XVIe siècle, du monologue du vacher (Monólogo do Vaqueiro), de Gil Vicente, première pièce de théâtre portugais, commémorant la naissance de Jean III de Portugal (1521-1557).

### De la guerre de restauration à nos jours

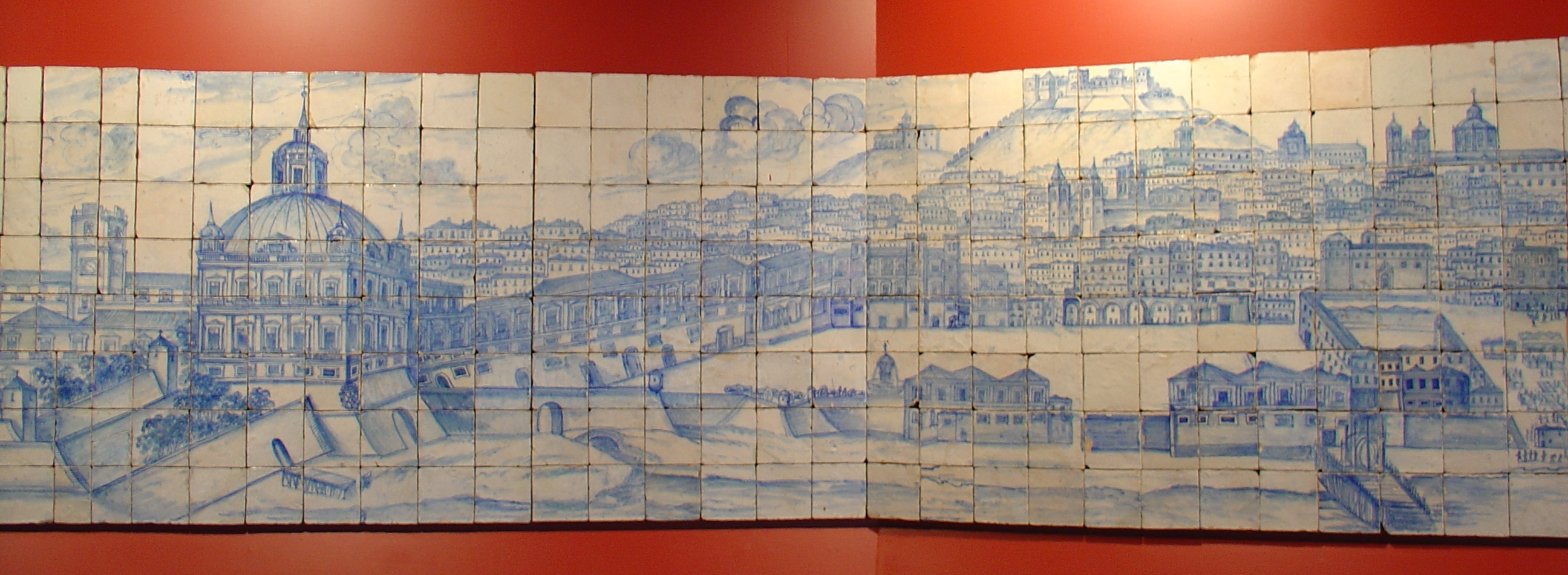
Vue sur le château depuis le Terreiro do Paço avant le tremblement de terre de 1755. Museu Nacional do Azulejo, Lisbonne

Comme la ville, le château a souffert des tremblements de terre de 1531, 1551, 1597 et 1699. Son rôle comme palais royal s'est terminé au XVIe siècle avec l'installation de la famille royale dans le nouveau palais (Paço da Ribeira (en) ou Palais de la Rive du nom du quartier de Lisbonne situé au bord du Tage). Il fut alors utilisé comme caserne, puis comme prison pendant l'Union ibérique. 
Durant la Guerre de restauration, le château fut à nouveau le théâtre d'événements historiques : l'Alcade, Martim Afonso Valente, honorant son serment de fidélité, ne livra la place aux insurgés qu'après avoir reçu des instructions de Marguerite de Savoie, vice-reine de Portugal (Margarida de Sabóia, Duquesa de Mântua (pt)), qui lui ordonna la reddition (1640).
Entre 1780 et 1807 il sera le siège de la Casa Pia (centre de formation pour les orphelins et les mendiants), avant d'être utilisé comme quartier-général par le général Jean-Andoche Junot.
L'abandon comme Palais royal, l'installation de cantonnements et le Tremblement de terre de Lisbonne de 1755 ont contribué au déclin et à la dégradation du monument. Il va perdre de son caractère et être en partie interdit aux Lisboètes jusqu'au XXe siècle.
Classé monument national par décret du 16 juin 1910, il bénéficia d'importants travaux de restauration dans les Années 1940 et à la fin des années 1990. Ils eurent le mérite de réhabiliter le monument et de lui rendre son aspect médiéval. Il est actuellement un des lieux les plus visités par les touristes dans la ville de Lisbonne.
Le monument offre à ses visiteurs des jardins, des panoramas, un spectacle multimédia (Olisipónia), un cinéma (Torre de Ulisses), un espace d'expositions, une salle de réunions et réceptions (Casa do Governador) et une boutique thématique.
La conciergerie du monastère de Saint-Vincent de Fora a un grand panneau d'azulejos représentant la prise de Lisbonne sur les Maures où on peut reconnaître le château de Saint-Georges et la Cathédrale Santa Maria Maior.

## Caractéristiques
Le château défend l'ancienne citadelle islamique, le Ksar (alcazar); il comporte douze portes en ses murs crénelés dont sept du côté de la paroisse de Santa Cruz do Castelo. De l'extérieur, un pan de muraille donne accès à une tour barbacane. Dix-huit tours viennent renforcer et soutenir les murs. Par la porte sud (Portão Sul), depuis la rue de Santa Cruz do Castelo, on accède à la place d'armes (Praça de Armas).